# Dichomeris bisignella
Dichomeris bisignella is een vlinder uit de familie tastermotten (Gelechiidae). De wetenschappelijke naam is, als Ypsolophus bisignella, voor het eerst geldig gepubliceerd in 1885 door Snellen.
De soort komt voor in het oosten van Afrika, India, Sri Lanka en Indonesië (Sulawesi).